# Guarabira (ort)
Guarabira är en ort i Brasilien.   Den ligger i kommunen Guarabira och delstaten Paraíba, i den östra delen av landet, 1 700 km nordost om huvudstaden Brasília. Guarabira ligger 94 meter över havet och antalet invånare är 43 749.
Terrängen runt Guarabira är platt åt sydost, men åt nordväst är den kuperad. Guarabira är det största samhället i trakten.
Omgivningarna runt Guarabira är en mosaik av jordbruksmark och naturlig växtlighet. Runt Guarabira är det ganska glesbefolkat, med 42 invånare per kvadratkilometer.